# Compsodrillia mammillata
Compsodrillia mammillata é uma espécie de gastrópode do gênero Compsodrillia, pertencente à família Pseudomelatomidae.